# 날일자굳힘
날일자굳힘은 소목, 화점 등 기착점에서 날일자 모양이 되는 곳에 착수하여 귀를 굳히는 기법이다. 굳힘의 기법 중 가장 견실하다.